# Tolgay Arslan
Tolgay Ali Arslan (sinh ngày 16 tháng 8 năm 1990) là tiền vệ người Đức gốc Thổ Nhĩ Kỳ đang chơi cho đội bóng Serie A Udinese.